# District de Baïterek
Le district de Baïterek (en kazakh: Бәйтерек ауданы) est un district de l'oblys du Kazakhstan-Occidental au Kazakhstan.

## Géographie
Le centre administratif du district est Peremyotnoye.

## Démographie
En  2013, le district a une population estimée à 54 831 habitants.